# Vigésimo-primeiro problema de Hilbert
O vigésimo-primeiro problema dos 23 Problemas de Hilbert da célebre lista publicada em 1900 por David Hilbert, referencia a existência de uma certa classe de equações diferenciais lineares com pontos singulares específicos e grupo de monodromia[ ].

## Afirmação
O problema original está enunciado abaixo (tradução em português da tradução em inglês de 1902):
Prova da existencia de equações diferenciais lineares com um grupo monodrômico prescrito
Na teoria das equações lineares diferenciais com uma variável independente z, eu gostaria de indicar um importante problema sobre o qual, muito provavelmente, o próprio Bernhard Riemann pode ter pensado.  O problema é o seguinte: Para mostrar que sempre existe uma equação diferencial linear da classe Fuchsian, com dados pontos singulares e grupo de monodromia. O problema requer a produção de n funções da variável z, regular através do plano complexo z, exceto nos pontos singulares dados; nesses pontos as funções podem se tornar infinitas de apenas ordem finita, e quando z descreve circuitos sobre esses pontos as funções devem sofrer a substituição linear prescrita. A existência de tais equações diferenciais lineares foi mostrada ser provável pela contagem de constantes, porém a prova rigorosa foi obtida apenas para o caso particular no qual as equações das substituições dadas tiverem todas as raízes com unidade de magnitude absoluta. Ludwig Schlesinger foi o autor dessa prova, baseado na teoria de Henri Poincaré das Funções Fuchsianas zeta. A teoria das equações diferenciais lineares teria, evidentemente, uma apresentação mais completa se o problema aqui apresentado pudesse ser apresentado por um método perfeitamente geral.

## Definições
De fato é mais apropriado falar sobre sistemas lineares de equações diferenciais e não sobre equações diferenciais. Para se identificar qualquer monodromia de uma equação diferencial, é preciso admitir a presença de singularidades aparentes adicionais, por exemplo: singularidades com monodromia trivial local. Em uma linguagem mais moderna, os sistemas de equações diferenciais em questão são aqueles definidos no plano complexo, com alguns pontos e com uma singularidade regular nesses pontos. Uma versão mais rigorosa desse problema requer que essas singularidades sejam de Fuchsian, por exemplo: polos de primeira ordem (polos logarítmicos). Um grupo de monodromia é descrito em termos de uma representação dimensional complexa finita do grupo fundamental do complemento daEsfera de Riemann dos pontos dados, mais o ponto no infinito até a equivalência. O grupo fundamental é na realidade um grupo livre, nos "circuitos" passando uma vez por cada ponto faltando, começando e terminado em um dado ponto base. A questão é se o mapeamento das equações Fuchsianas para classes de representação são surjetivas.

## História
Esse problema é mais comumente conhecido como o problema de Riemann e Hilbert. Existe agora uma versão moderna (módulo-D e a categoria derivada) "A correspondência de Riemann-Hilbert" em todas as dimensões. A história prova que envolvendo uma única variável complexa é complicado. Josip Plemelj publicou uma solução em 1908. Esse trabalho foi durante muito tempo aceito como a solução definitiva; havia também um trabalho de George David Birkhoff em 1913, porém toda a área incluindo o trabalho de Ludwig Schlesinger sobre a deformação isomonodrômica que seria posteriormente revivido juntamente com a teoria da solição, se tornou ultrapassado. Plemelj (1964) escreveu uma monografia explicando seu trabalho. Alguns anos mais tarde o matemático soviético Yuliy S.Il'yashenko e outos começaram a duvidar do trabalho de Plemej. De fato Plemej prova corretamente que qualquer grupo de monodromia pode ser percebido por um sistema linear regular que é de Fuchsian em todos menos um ponto singular dos pontos analisados. Plemej disse que o sistema pode ser transformado em Fucshsian também no último está errado. (Il'yashenko mostrou que se um operador de monodromia é diagonalizável então o que Plemej disse é verdade.
De fato Andrey A.Bolibruks (1990) achou um contra-exemplo para a afirmação de Plemej. Isso é comumente visto como sendo um contra-exemplo precisamente para a questão que Hilbert tinha indagado; Bolibrukh mostrou que para um polo com dada configuração certos grupos de monodromia podem ser percebidos por sistemas regulares e não sistemas Fuchsian. Em 1990 ele publicou um minucioso estudo do caso dos sistemas regulares de tamanho 3 exibindo todas as situações em que esses contra-exemplos existem. Em 1978 Dekkers havia mostrado que para sistemas de tamanho 2 as afirmações de Plemej eram verdadeiras. Andrey A. Bolibrukh (1992) e Vladimir Kostov (1992) mostraram independentemente que para qualquer tamanho um grupo de monodromia irredutível pode ser percebido por um sistema Fuchsian. A codimensão da variedade de grupos de monodromia de sistemas regulares de tamanho {\displaystyle n} com {\displaystyle p+1} polos que não podem ser determinados por sistemas Fuchsian é igual a {\displaystyle 2(n-1)p} (Vladimir Kostov (1992)). Paralelamente a isso a Escola Grothendieck de geometria algébrica havia adquirido interesse na questão das 'conexões integráveis das variedades algébricas', generalizando a teoria das equações diferenciais lineares em uma Superfície de Riemann. Pierre Deligne provou a precisa correspondência de Riemann-Hilbert nesse contexto geral (um ponto importante sendo o esclarecimento do que 'Fuchsian' significa). Com trabalho de Helmut Röhrl, o caso de uma dimensão complexa foi novamente coberto.

## Endereços externos
- On the Riemann–Hilbert Problem (archive.org copy )